# İbrahim Kalin
İbrahim Kalın (Istanbul, 15 settembre 1971) è un funzionario e politico turco.

## Biografia
Ibrahim Kalin, una volta conseguito il baccellierato all'Università di Istanbul e il PhD alla George Washington University, dal 2002 al 2005 è stato membro del corpo docente del Dipartimento di studi religiosi del College of the Holy Cross, scuola gesuita di arti liberali avente sede a Worcester, Massachusetts. Nel quadriennio seguente ha diretto la Fondazione per la Ricerca Politica, Economica e Sociale, un pensatoio e centro studi con sede ad Ankara.
È membro del Prince Alwaleed Bin Talal Center for Muslim-Christian Understanding, centro studi per il dialogo interreligioso fra cristiani e musulmani della Georgetown University. Dal 2010 con John L. Esposito pubblica l'edizione annuale dell'almanacco The 500 Most Influential Muslims, che riporta le biografie dei 500 musulmani ritenuti più influenti a livello mondiale.
Dall'11 dicembre 2014 è divenuto ufficialmente il primo segretario stampa di un presidente turco, oltre ad essere stretto collaboratore, consigliere personale e portavoce di Recep Tayyip Erdoğan.